# Bernhard Magnus
Bernhard Magnus (* um 1745; † 12. März 1798 in Frankenthal) war ein deutscher Porzellanmaler. Er wirkte als Frankenthaler Porzellanmaler.

Vierpassplatte Frankenthal um 1770, bemalt von Bernhard Magnus, Privatbesitz

Malvorlage für Bernhard Magnus, Privatbesitz

Tasse Frankenthal bez. 1783, Bernhard Magnus, Privatbesitz

## Biografie
Über die familiäre Herkunft von Bernhard Magnus ist nichts bekannt. Er muss um 1745 geboren sein. Seine Ausbildung zum Porzellanmaler fand in der Höchster Porzellanmanufaktur statt. Dort ist er 1759 als Malerjunge genannt.
Zum Zeitpunkt der Übernahme der Frankenthaler Porzellanmanufaktur im Jahr 1762 durch Kurfürst Karl Theodor wechselte er nach Frankenthal über.
Von 1762 bis 1798 arbeitete er als Porzellanmaler in der Porzellanmanufaktur von Frankenthal. 1767 heiratete Magnus die Witwe eines Porzellanbrenners der Manufaktur. Seine Einbürgerung in Frankenthal erfolgte um 1770. Er war Pate bei Kindern der ebenso namhaften Frankenthaler Porzellanmaler Christian Winterstein und Jacob Osterspey. Neben seiner Haupttätigkeit als Porzellanmaler ist er 1780 als Zeichenmeister des kurfürstlichen weiblichen Philanthropin in Frankenthal genannt. 1798 wurde er pensioniert und sollte eine Pension von 10 fl. erhalten. Er starb jedoch bereits am 12. März 1798.

## Wirken als Porzellanmaler
Magnus war einer der namhaftesten Porzellanmaler der Manufaktur. Er zeichnete sich durch virtuos gemalte Schlachten- und Genreszenen auf Geschirren der Manufaktur aus. Als Vorlage dienten zum Beispiel Werke von Philips Wouwerman und David Teniers, d. J. Die nebenstehenden Abbildungen zeigen eine Vierpassplatte der Manufaktur Frankenthal hergestellt um 1770, bemalt von Bernhard Magnus mit der entsprechenden Malvorlage: Die ländliche Szene von Ph. Wouwerman  " Le Marchand de Mitridate" (der Marktschreier). Die Platte ist im Felssockel mit B Magn signiert. Auf einem Solitär des Historischen Museums der Pfalz in Speyer sind von Magnus gemalte bäuerliche Szenen zu sehen. Das  zugehörige Solitärtablett zeigt ein bäuerliches Festessen vor einer Schenke. Links unten signiert mit Magnus 1773. Die Malvorlage stammt von David Teniers dem Jüngeren. Andere Stücke von ihm sind zum Teil mit BM, BM p(inxt), oder Bernhard Magnus gezeichnet.
In folgenden Museen können Stücke von Bernhard Magnus besichtigt werden:
- Darmstadt, Prinz-Georg Palais
- Düsseldorf, Schloss Benrath
- Heidelberg, Kurpfalzmuseum
- Mannheim, Reiss-Engelhorn-Museen
- Speyer, Historisches Museum der Pfalz